# Mychajło Hruszewski
Mychajło Hruszewski (ukr. Михайло Грушевський [mɪˈxɑjɫɔ ɦruˈʃɛwçkɪj], ur. 17 września?/29 września 1866 w Chełmie, zm. 25 listopada 1934 w Kisłowodsku) – ukraiński historyk i polityk. Przewodniczący Ukraińskiej Centralnej Rady, którego funkcja od 22 stycznia 1918 odpowiadała głowie państwa Ukraińskiej Republiki Ludowej. Długoletni (1897–1913) przewodniczący Towarzystwa Naukowego im. Szewczenki we Lwowie, członek Towarzystwa Historycznego we Lwowie, wolnomularz.

## Życiorys
Urodził się w Chełmie w rodzinie pochodzącego z okolic Czehrynia nauczyciela gimnazjum greckokatolickiego. Zgodnie z tradycją rodzinną jego ojciec otrzymał wykształcenie duchowne, ale całe życie pracował jako pedagog. Był wykładowcą seminariów teologicznych w Perejasławiu i w Kijowie, dyrektorem szkół ludowych na Kaukazie, był autorem wielokrotnie wznawianego w przedrewolucyjnej Rosji podręcznika języka starocerkiewnosłowiańskiego. Matka - Głafira Zacharowna Opokowa, pochodziła z rodziny duchownych. Mychajło Hruszewski w autobiografii określił swoich rodziców jako prawdziwych patriotów Ukrainy, którzy potrafili pielęgnować „ciepłe przywiązanie do wszystkiego co ukraińskie - języka, pieśni, tradycji” i obudzić narodowe uczucie w swoich dzieciach.
W 1880 Hruszewski rozpoczął naukę w gimnazjum w Tyflisie. W roku 1886 wstąpił na wydział historyczno-filozoficzny Uniwersytetu Kijowskiego. Był aktywnym działaczem kijowskiego oddziału towarzystwa Hromada.
W 1894 otrzymał stopień magistra i wyjechał do Lwowa, gdzie za rekomendacją Wołodymyra Antonowycza objął na Uniwersytecie Lwowskim katedrę „historii powszechnej, ze szczególnym uwzględnieniem historii Europy Wschodniej”. W praktyce była to pierwsza na świecie katedra historii Ukrainy, w dodatku wykładanej w języku ukraińskim. W latach 1898–1913 kierował lwowskim Towarzystwem Naukowym im. Szewczenki, przy którym stworzył bibliotekę i muzeum. Owocem naukowej pracy Hruszewskiego na uniwersytecie było powstanie tzw. lwowskiej szkoły historyków Ukrainy (Iwan Krypjakewycz, Iwan Dżydżora, Omeljan Terleckyj, Stepan Tomasziwskyj, Myron Korduba), oraz rozpoczęcie publikacji monumentalnego, dziesięciotomowego dzieła Historia Ukrainy-Rusi (Історія України-Руси, 1898–1937).
W 1899 r. Hruszewski rozpoczął działalność polityczną, będąc jednym z założycieli Ukraińskiej Partii Narodowo-Demokratycznej. Po rewolucji 1905 r. przeniósł swoją zasadniczą działalność naukową i społeczną do Kijowa. W Kijowie powołał do życia Ukraińskie Towarzystwo Naukowe i Towarzystwo Ukraińskich Postępowców. I wojna światowa zastała Hruszewskiego w jego domu we wsi Krzyworównia. Przez Węgry i neutralną wówczas Rumunię przedostał się do Kijowa. 11 grudnia 1914 został tam aresztowany przez rosyjską żandarmerię i skazany na zesłanie z zarzutem austrofilstwa i przyczynienia się do powstania Legionu Ukraińskich Strzelców Siczowych. Przebywał na zesłaniu w Symbirsku, później dzięki staraniom Petersburskiej Akademii Nauk przeniesiony do Kazania. Równolegle 31 marca 1916 roku rada naukowa Uniwersytetu Lwowskiego pozbawiła go funkcji profesora. We wrześniu 1916 wyjechał do Moskwy, gdzie wznowił działalność polityczną moskiewskiej filii Towarzystwa Ukraińskich Postępowców.

### Ukraińska Centralna Rada, Ukraińska Republika Ludowa

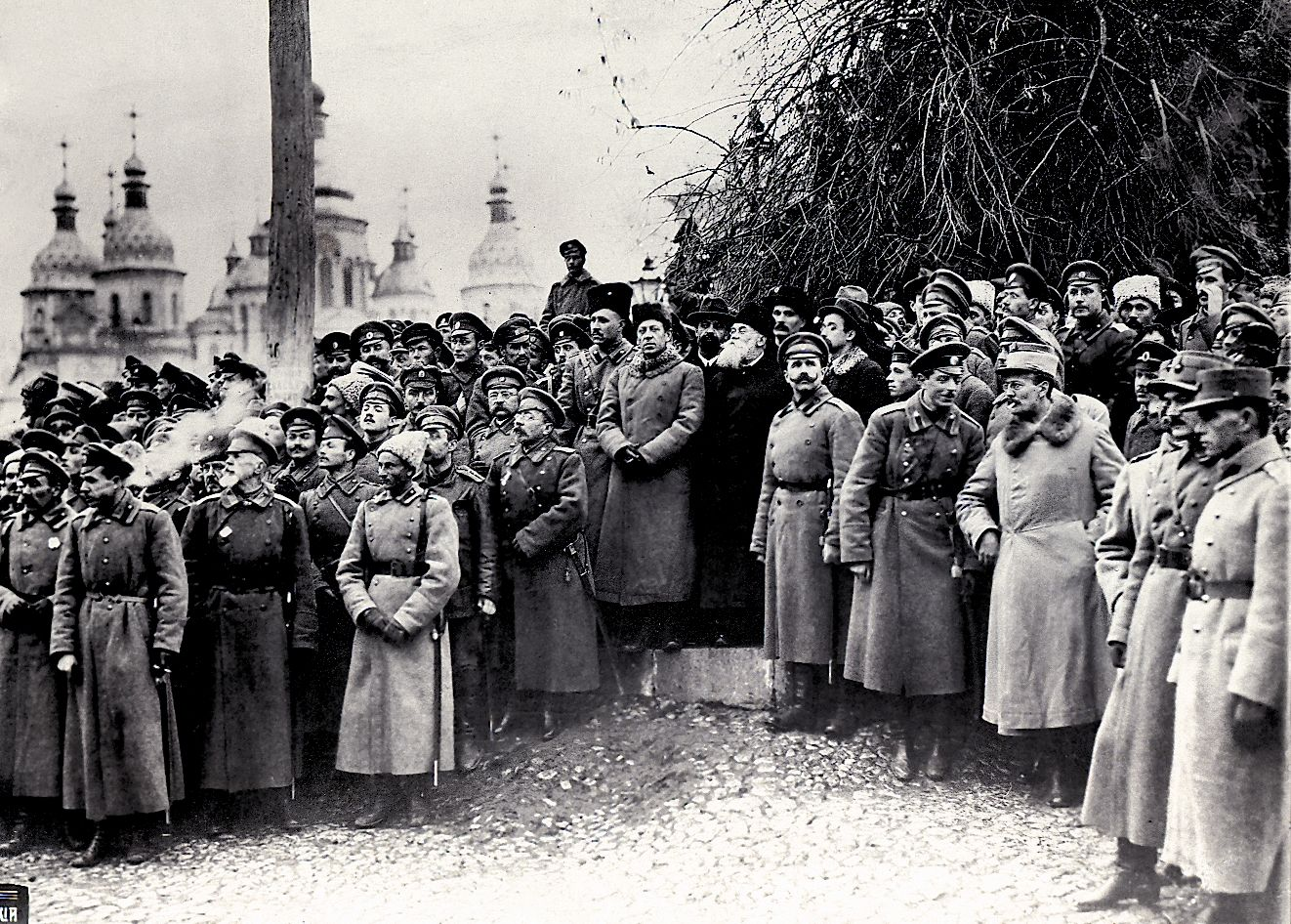
Mychajło Hruszewski i Symon Petlura podczas ogłoszenia III Uniwersału Ukraińskiej Centralnej Rady – proklamacji Ukraińskiej Republiki Ludowej – Kijów 20 listopada 1917

Po rewolucji lutowej i obaleniu caratu, 20 marca 1917 r. Hruszewskiego jednogłośnie wybrano na przewodniczącego nowo powstałej Ukraińskiej Centralnej Rady w Kijowie. W tej sytuacji, 27 marca Hruszewski wrócił do Kijowa. Wstąpił do Ukraińskiej Partii Socjalistów-Rewolucjonistów. W ciągu kolejnych miesięcy doprowadził do uzupełnienia składu Rady tak, aby reprezentowała ona całe społeczeństwo ziem ukraińskich znajdujących się pod władzą Rządu Tymczasowego, w tym mniejszości narodowe. Pod kierownictwem Hruszewskiego Rada ogłosiła swoje cztery uniwersały. Po proklamowaniu 22 stycznia 1918 r. w IV uniwersale niepodległości Ukraińskiej Republiki Ludowej, Mychajło Hruszewski jako przewodniczący Centralnej Rady był jej pierwszym prezydentem. Do sukcesów Hruszewskiego należy przede wszystkim doprowadzenie do korzystnych postanowień pokoju brzeskiego z 9 lutego 1918, w którym Niemcy i Austro-Węgry uznały państwo ukraińskie.
Po wkroczeniu wojsk niemieckich i austro-węgierskich na Ukrainę, 29 kwietnia 1918 r. Centralna Rada została odsunięta od władzy w wyniku popartego przez Niemców przewrotu wojskowego Pawła Skoropadskiego, a Ukraińska Republika Ludowa przekształcona w Hetmanat. Hruszewski usunął się z życia publicznego i odmówił uczestnictwa w tworzeniu założonej wówczas Ukraińskiej Akademii Nauk.
W lutym 1919 po okupacji Kijowa przez Armię Czerwoną wyjechał do Kamieńca Podolskiego, stamtąd do Czechosłowacji, a następnie do Austrii, gdzie poświęcił się publicystyce i działalności politycznej w emigracyjnej Ukraińskiej Partii Socjalistów-Rewolucjonistów. W maju 1920 wraz z członkami delegacji zagranicznej Ukraińskiej Partii Socjalistów-Rewolucjonistów potępił rozstrzygnięcia terytorialne umowy warszawskiej pomiędzy Ukraińską Republiką Ludową a Polską. 19 lipca 1920 skierował list do KC Komunistycznej Partii bolszewików Ukrainy, oświadczając, że UPSR popiera stanowisko Kominternu i zaproponował KP(b)U współpracę z UPSR. Wyraził pragnienie powrotu do USRR.

### Przyjazd na Ukrainę sowiecką

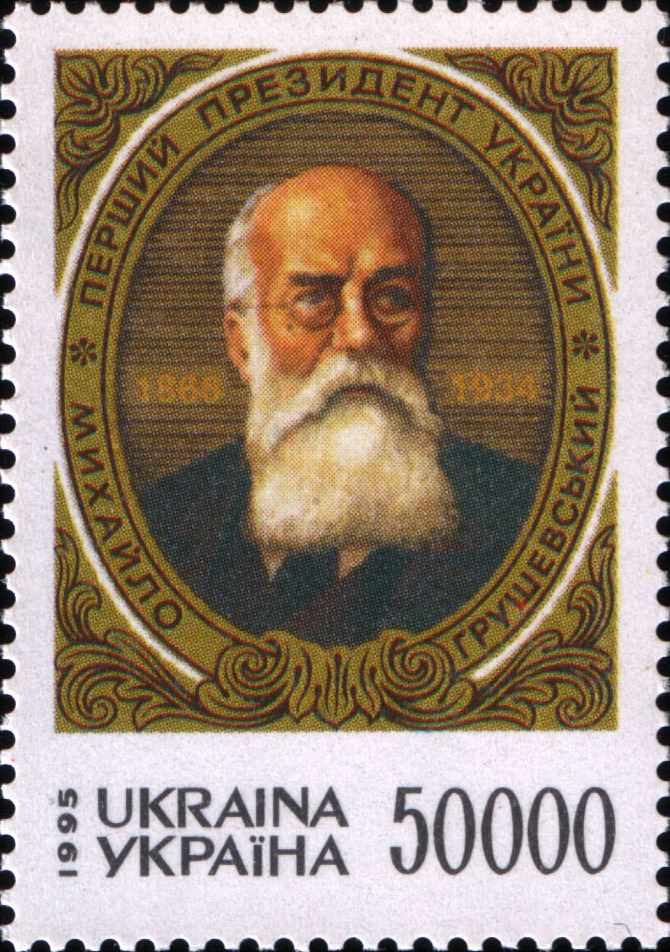
Znaczek pocztowy Ukrainy, Mychajło Hruszewski, 1995 (Michel 153)

3 listopada 1923 Politbiuro KP(b)U przyjęło uchwałę o zezwoleniu Hruszewskiemu na powrót do USRR. 7 marca 1924 Hruszewski przybył do Kijowa. Rozpoczął pracę we Wszechukraińskiej Akademii Nauk, gdzie kierował sekcją historii Ukrainy.
W listopadzie-grudniu 1929 nastąpiło zaostrzenie wewnętrznego kursu politycznego w ZSRR. Józef Stalin w ramach toczonych od śmierci Lenina walk frakcyjnych w WKP(b) pokonał Nikołaja Bucharina i jego zwolenników, zdobywając wraz z grupą popierających go działaczy pełnię władzy w partii bolszewickiej. W grudniu 1929 została proklamowana przez Stalina i KC partii bolszewickiej polityka przymusowej przyśpieszonej kolektywizacji rolnictwa i budowy przemysłu ciężkiego-zbrojeniowego w ramach zrewidowanego pierwszego planu pięcioletniego. Oznaczało to definitywne odejście od polityki NEPu – obowiązujących od 1921 zasad regulowanej gospodarki rynkowej i relatywnego liberalizmu w polityce kulturalnej i społecznej ZSRR. Nowy kurs polityczny oznaczał również pełną centralizację władzy w Moskwie, likwidację względnej autonomii i samodzielności republik związkowych, którą cieszyły się w latach 20., koniec polityki korienizacji i walkę z przejawami tzw. narodowego komunizmu, określanego odtąd jako „odchylenie nacjonalistyczne”. W pierwszym rzędzie dotyczyło to USRR, najważniejszej po RFSRR republiki związkowej.
Skala oporu społecznego przeciw przymusowej kolektywizacji i krach gospodarczy z nią związany, wymusiły na władzach sowieckich w 1930 spowolnienie tempa likwidacji prywatnego rolnictwa, będąc jednocześnie jedną z przesłanek rozszerzenia terroru wobec ukraińskich elit społecznych i byłych działaczy politycznych okresu Ukraińskiej Republiki Ludowej – socjalistów i niebolszewickich socjaldemokratów, którzy mogli być potencjalnymi przywódcami oporu społecznego. Po zakończeniu procesu pokazowego Związku Wyzwolenia Ukrainy GPU rozpoczęło zatem jesienią 1930 przygotowania do następnego procesu pokazowego, tym razem tzw. Ukraińskiego Centrum Narodowego, również mistyfikacji GPU. Celem UCN, podobnie jak wcześniej ZWU miało być obalenie władzy sowieckiej na Ukrainie i wprowadzenie ustroju kapitalistycznego. Środkami do tego miały być: zbrojne powstanie kułackie i obca (polska) interwencja zbrojna. Aresztowania mające stanowić przygotowania do procesu rozpoczęły się na początku roku 1931.
Na przywódcę Ukraińskiego Centrum Narodowego OGPU wytypowało Mychajła Hruszewskiego. Hruszewski został aresztowany 21 marca 1931 roku w Moskwie, nakaz aresztowania wystawił osobiście zastępca szefa OGPU ZSRR Gienrich Jagoda. Hruszewski, przewieziony do Charkowa podczas przesłuchania 28 marca 1931 przyznał, że należał do organizacji kontrrewolucyjnej i potępił wszystkie próby walki z władzą sowiecką. Przewieziony do Moskwy 3 kwietnia 1931 na pierwszym przesłuchaniu prowadzonym przez Jakowa Agranowa potwierdził swoje wcześniejsze zeznania na temat istnienia „konspiracyjnej ukraińskiej organizacji nacjonalistycznej” z sobą na czele. Jednak uwolniony z aresztu i przesłuchiwany 15 kwietnia z wolnej stopy odwołał wszystkie swoje wcześniejsze zeznania. Agranow był zmuszony napisać w raporcie do Jagody, że nie było żadnej powstańczej organizacji na której czele staliby bliscy współpracownicy Hruszewskiego oraz że nie było żadnych powstańczych tendencji w środowisku jego przyjaciół politycznych. W konsekwencji OGPU było zmuszone zrezygnować z publicznego procesu, a na przywódcę Ukraińskiego Centrum Narodowego wytypowano Matwija Jaworskiego, również aresztowanego ukraińskiego historyka, który w przeciwieństwie do Hruszewskiego nie odwołał wcześniejszych zeznań.
Hruszewskiego wprawdzie zwolniono, ale bolszewicy odsunęli go od badań i administracyjnie przenieśli do Moskwy. Tu jego stan zdrowia stale się pogarszał. Zmarł w końcu 1934 podczas operacji w sanatorium w Kisłowodsku, u progu wielkiego terroru w ZSRR.

### Poglądy, ocena pracy naukowej
Oprócz Historii Ukrainy-Rusi, Hruszewski jest również autorem 5-tomowej Historii literatury ukraińskiej, Zarysu historii narodu ukraińskiego i Ilustrowanej historii Ukrainy. Był także redaktorem serii Źródła do historii Ukrainy-Rusi (ukr. Джерела до історії України-Руси), wydanej w 11 tomach (1895–1924) przez Towarzystwo Naukowe im. Szewczenki we Lwowie. W swoich pierwszych pracach opisywał historię przez pryzmat zagadnień społecznych, jednak w późniejszym okresie zmienił punkt widzenia na państwowo-narodowy. Uważa się go za twórcę pierwszej pełnej koncepcji historii Ukrainy od czasów najdawniejszych do współczesności. W polityce był konsekwentnym wyznawcą ukraińskiego narodnictwa i federalizmu. Ukrainę widział jako państwo demokratyczne, stanowiące fundament bytu narodu ukraińskiego, ale szanujące prawa mniejszości.
John Armstrong w monografii Ukrainian Nationalism 1939–1945 przedstawił pogląd, że pierwszych śladów tworzenia się ideologii nacjonalizmu ukraińskiego należy się doszukiwać w twórczości pisarzy ukraińskich: Tarasa Szewczenki, Iwana Franki, Mykoły Kostomarowa i w szczególności Mychajła Hruszewskiego, „który być może bardziej niż ktokolwiek inny zasługuje na tytuł ojca ukraińskiego nacjonalizmu”.
Kazimierz Sochaniewicz w referacie Stan, organizacja i postulaty badań nad historją ziem południowo-ruskich wygłoszonym na IV Powszechnym Zjeździe Historyków Polskich (Poznań 1925) określił dokonane przez Hruszewskiego publikacje źródeł jako pozostające pod widocznym wpływem Aleksandra Jabłonowskiego a zarówno im, jak i jego opracowaniom, podobnie jak całej historiografii ukraińskiej, zarzucił brak obiektywizmu naukowego.
Z definicją Ukrainy przedstawioną przez Hruszewskiego nie zgodził się w pracy The Origin of Russia (1954) Henryk Paszkiewicz, który przedstawił pogląd, że używanie terminu Ukraina w odniesieniu do wieków IX–XIV (czyli czasów Rusi Kijowskiej) jest błędem, gdyż pojęcia Ukraina i Ruś nie pokrywały się ze sobą ani w czasie, ani w przestrzeni, nie mogą zatem być traktowane równorzędnie.

## Upamiętnienie
- Jego wizerunek przedstawiono na ukraińskich banknotach o nominale 50 hrywien pierwszej (druk 1992, nie wszedł do obiegu), drugiej (1996), trzeciej (2004) i czwartej serii (2019), a także monetach o nominale 200 000 karbowańców (1996), 1 miliona karbowańców (1996), 2 hrywien (2016) i 5 hrywien (2006).
- Poświęcono mu liczne pomniki, tablice pamiątkowe, muzea.
- Jego imię noszą liczne ulice i place.